# Homotherus semiaoplus
Homotherus semiaoplus là một loài tò vò trong họ Ichneumonidae.